# كيب تاون
كيب تاون (بالأفريكانية: Kaapstad، باللغة الخوسية: iKapa، وتعني حرفيًا  "المكان الذي تلتقي فيه السحب"؛ وتعرف أيضًا باسم "المدينة الأم".)، هي العاصمة التشريعية لجنوب أفريقيا وثاني أكبر مدن البلاد، من حيثُ عددُ السكان. كيب تاون هي عاصمة مقاطعة كيب الغربية، وهي أقدم مدينة في البلاد ومقر برلمان جنوب أفريقيا والعاصمة التشريعية لجنوب أفريقيا.
تشتهر كيب تاون بالمرفئ الموجود بها، وبالطبيعة الخلابة، وببعض المناطق المشهورة مثل تيبل ماونتن وكيب بوينت، وفي عام 2014، تم تسمية كيب تاون كأفضل مكان للزيارة في العالم من قبل صحيفة نيويورك تايمز، وتم تصنيفها أيضًا في المرتبة الأولى من قبل صحيفة ديلي تلغراف في عامي 2016 و2023.
كانت كيب تاون في الأصل مرفأ للسفن الهولندية المبحرة إلى شرق أفريقيا والهند، وقارة آسيا. تأسست في عام 1652 وكانت أول استيطان أوروبي دائم في المنطقة الواقعة جنوب الصحراء الكبرى. تشتهر المدينة حالياً بمطار كيب تاون الدولي، ثاني أنشط مطارات جنوب أفريقيا.
من يعيشون هناك يقولون إن زائرهم يجب عليه ألا يقضي أكثر من ثلاثة أيام في شوارعها، إذا ما كان يريد أن يرحل يوما ما. كيب تاون هي أعرق وأجمل مدن جنوب أفريقيا، بجبال «تيبول ماونتين» في الخلف ورمال الشاطئ البيضاء تحت الأقدام.
ويمثل النبيذ الراقي الذي تنتجه ضواحيها والنشاط الفني الدؤوب في أنحائها عوامل جذب أخرى رئيسية للمدينة البالغ تعدادها السكاني 1.3 مليون نسمة، وتقع في أقصى جنوب غربي البلاد، على سواحل المحيط الأطلنطي.
وتمثل الطاقة التي يتمتع بها «لونج ستريت» البوهيمي، أهم شوارع كيب تاون وأطولها، مغناطيسية دائمة سواء نهارا أو ليلا، عندما تعج شرفات مبانيها الشاهقة المبنية على الطراز الفيكتوري بشباب دائمي الاحتفال.
في عام 2020 كيب تاون أصبحت المدينة الأفريقية الأولى التي تنطلق منها فعاليات الاحتفال باليوم العالمي لموسيقى الجاز، حيث وقع الاختيار عليها من قبل منظمة اليونسكو لتكون مقرًا لاستضافة فعاليات الاحتفاء باليوم العالمي لموسيقى الجاز.

## التركيب السكاني

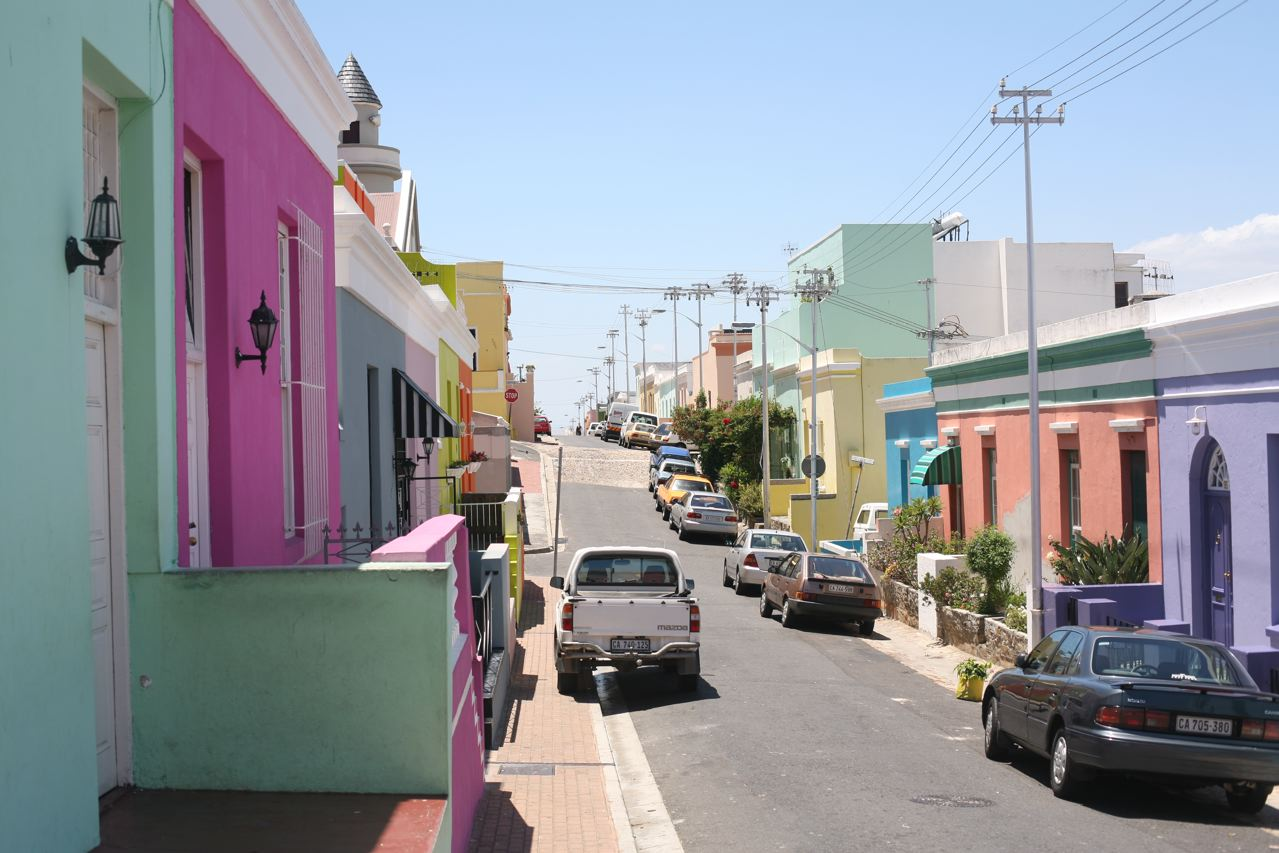
شارع فرعي مزين بالألوان في كيب تاون

### القرن الحادي والعشرون
بلغ عدد سكان المنطقة الحضرية التابعة لبلدية مدينة كيب تاون –وهي منطقة تشمل الضواحي المجاورة والضواحي الخارجية– 3,740,026 نسمة بحسب التعداد الوطني الجنوب إفريقي لسنة 2011. مثل هذا زيادةً سكانيةً سنويةً بمعدل 2.6% بالمقارنة مع نتائج التعداد السابق العائد إلى عام 2001 والذي قدر عدد سكان المدينة بـ2,892,243 نسمة. أجابت ما شكلت نسبته 35.7% من مجموع السكان الذين سُئلوا عن لغتهم الأم بأنهم كانوا يتحدثون الأفريقانية، في حين أجابت نسبة 29.8% بأنهم يتحدثون الكوسية، وكانت نسبة 28.4% تتحدث الإنجليزية. كانت نسبة 24.8% من المجموع الكلي للسكان تقل أعمارهم عن الخامسة عشر، في حين كانت نسبة 5.5% من السكان تبلغ أعمارهم خمسة وستين عامًا وما فوق. أما معدل الذكور إلى الإناث فبلغ 96 بمعنى أن نسبة الإناث تجاوزت نسبة الذكور بفارقٍ ضئيل.
بلغت نسبة الأفراد الذين لم يتلقوا تعليمًا ابتدائيًا 1.8% من مجموع السكان البالغة أعمارهم عشرين عامًا وما فوق، في حين تلقت نسبة 8.1% من مجموع السكان تعليمًا مدرسيًا ولكنها لم تكمل المدرسة الابتدائية، وأكملت ما نسبته 4.6% من مجموع السكان تعليمها الابتدائي ولكنها لم تدخل المدرسة الثانوية، في حين تلقت نسبة 38.9% من السكان تعليمًا ثانويًا ولكنها لم تكمل الصف الثاني عشر، وأنهت نسبة 29.9% من السكان الصف الثاني عشر ولكنها لم تتلقى أي شكل من أشكال التعليم العالي، في حين نالت ما نسبته 16.7% من السكان شكلًا من أشكال التعليم العالي. وبالإجمال فإن نسبة 46.6% من السكان كانت على الأقل قد أكملت تعليمها المدرسي وصولًا للصف الثاني عشر. بلغت نسبة أولئك الذين كانوا يرتادون إحدى المؤسسات التعليمية ممن تراوحت أعمارهم ما بين الخامسة والخامسة والعشرين عامًا 67.8%. وبلغ معدل البطالة للأفراد ممن تراوحت أعمارهم ما بين الخامسة عشر والخامسة والستين عامًا 23.7%. وبلغ متوسط دخل الأسرة السنوي 161,762 راند.
سجل العدد الكلي للأسر في كيب تاون ارتفاعًا من 653,085 أسرة في عام 1996 ليبلغ 1,068,572 أسرة في عام 2011، وهو ما شكل زيادةً بنسبة 63.6%. تراجع متوسط عدد أعضاء الأسرة الواحدة من 3,92 فردًا في عام 1996 ليصبح 3,50 فردًا في عام 2011. شكلت البنى النظامية (المنازل أو الشقق) نسبة 78.4% من مجمل منازل الأسر، في حين شكلت البنى غير النظامية (الأكواخ) نسبة 20.5%. تتمتع 97.3% من منازل الأسر التي توفرها المدينة بالوصول إلى الكهرباء وتستعمل 94.0% من منازل الأسر الكهرباء بغرض الإضاءة. بلغت نسبة المنازل التي تصلها المياه عبر أنابيب خاصة 87.3%، في حين كانت 12.0% من المنازل تعتمد على المياه التي تصلها عبر أنابيب مربوطة بصنابير عمومية. كان لدى 94.9% من المنازل وصول لخدمة جمع النفايات بصورة منتظمة. وكانت 91.4% من المنازل مزودة بمراحيض شطفية أو مراحيض كيميائية، في حين ظلت 4.5% من المنازل تستعمل الدلاء بديلًا عن المراحيض. كانت نسبة 82.1% من المنازل مزودة بثلاجة وبلغت نسبة المنازل التي يوجد فيها تلفاز 87.3% وبلغت نسبة المنازل التي يوجد فيها مذياع 70.1%. بلغت نسبة المنازل المزودة بخط هاتف أرضي 34.0%، ولكن بلغت نسبة المنازل التي يوجد فيها هاتف خليوي 91.3%. بلغت نسبة المنازل التي يوجد فيها حاسوب 37.9%، في حين بلغت نسبة المنازل التي لديها وصول للإنترنت 49.3% (إما عبر الحاسوب أو الهاتف الخليوي).
تخطت نسبة المهاجرين العابرين للمقاطعات في جنوب إفريقيا والذين قدموا إلى مقاطعة كيب الغربية واستقروا في مدينة كيب تاون الـ70% في عام 2011. وشكلت نسبة المهاجرين الجنوب أفارقة الذين اتجهوا إلى مقاطعة كيب الغربية من مقاطعة كيب الشرقية 53.64%، وشكلت نسبة أولئك الذين وفدوا من مقاطعة خاوتينغ 20.95%.
بلغ عدد سكان حاضرة كيب تاون 4,004,793 نسمة بحسب ما جاء في المسح المجتمعي لمدينة كيب تاون الصادر في عام 2016. صنف 42.6% من هؤلاء السكان أنفسهم كأفارقة سود، في حين اعتبرت نسبة 39.9% أنفسهم كملونين، واعتبرت نسبة 16.5% أنفسهم كبيض، وصنف 1.1% أنفسهم كآسيويين.
أفادت تقارير ذكرها الإعلام الجنوب إفريقي منذ تفشي جائحة كوفيد-19 في جنوب إفريقيا عن وجود ارتفاع ملحوظ في أعداد الجنوب أفارقة المنتمين للطبقتين الوسطى والميسورة ممن بدأوا الانتقال من المناطق الداخلية في جنوب إفريقيا إلى مناطق البلاد الساحلية ولا سيما إلى مدينة كيب تاون في ظاهرة عُرفت باسم «الهجرة الشبيهة».
كذلك أشارت التوقعات إلى أن عدد سكان المدينة سوف يشهد نموًا إضافيًا بمقدار 400 ألف نسمة خلال الفترة الممتدة من عام 2020 حتى عام 2025، وأن نسبة 76% من هؤلاء القاطنين الجدد كانوا يندرجون تحت فئة أصحاب الدخل المتدني ممن لا تتجاوز دخولهم الشهرية 13 ألف راند.

### القرن العشرون
كانت كيب تاون ثاني أكبر مدينة في جنوب إفريقيا بحسب ما ذكره تعداد عام 1936 إذ بلغ مجموع عدد سكانها 344,223 نسمة. بلغ عدد الذين سجلوا أنفسهم كآسيويين 3,740 نسمة (1.09%) من مجموع السكان، وبلغ عدد الذين تسجلوا كأفارقة سود 14,160 نسمة (4.11%)، وبلغ عدد المسجلين كملونين 152,911 نسمة (44.42%)، في حين بلغ عدد المسجلين كبيض 173,412 نسمة (50.37%). شكل البيض بحسب تعداد عام 1944 نسبة 47% من مجموع سكان المدينة وبلغت نسبة الملونين 46%، في حين لم تتعدى نسبة الأفارقة السود 6% وبلغت نسبة الآسيويين 1%. كانت التعاريف العرقية مبهمة للغاية قبل صدور قانون التسجيل السكاني لسنة 1950، وهو ما أدى إلى وقوع تداخل كبير ما بين السكان الذين عرفوا عن أنفسهم كملونين وأولئك الذين عرفوا عن أنفسهم كأفارقة سود.
شهدت كيب تاون فترةً طويلةً من النمو السكاني المتسارع ويرجع ذلك إلى الدور الذي لعبه إلغاء قوانين الأبارتايد التي كانت تقيد حركة الناس الذاهبة إلى المدينة على أساس عرقهم في عام 1986. نما عدد سكان كيب تاون من 1.2 مليون نسمة في عام 1970 ليبلغ 2.8 مليون نسمة بحلول عام 2000. وازدادت نسبة سكان المدينة الذين وصفوا أنفسهم كأفارقة سود من 9.6% لتصبح 32.3% خلال نفس الفترة. كانت الهجرة الحضرية التي استقرت بصورة رئيسية في منطقة كيب فلاتس والقادمة من مقاطعة كيب الشرقية إبان هذه الفترة مدفوعة بالآفاق الاقتصادية الأفضل نسبيًا في كيب تاون بالإضافة إلى التخلف الذي عانت منه المناطق الريفية في كيب الشرقية والوضع الزراعي المهمش فيها. أدت الهجرة الدورية ما بين مناطق السكن العشوائي وبلديات كيب تاون (على غرار كايليتشا) والمناطق الريفية في كيب الشرقية إلى خلق وتوطيد أواصر اجتماعية وثيقة بين هاتين المنطقتين.
عانت المدينة خلال السنوات الأخيرة من تفشي المخدرات وارتفاع نسب الجرائم العنيفة المرتبطة بالمخدرات وامتدت المشكلة مؤخرًا لتشمل حوادث العنف المرتبطة بالعصابات. قارب عدد الأشخاص المنتسبين لعصابات في منطقة كيب فلاتس نحو 100 ألف شخص في عام 2018. إذ انتمى هؤلاء الأشخاص إلى أكثر من 130 عصابة مختلفة. يؤدي هذا التعدد والتشرذم إلى نشوب صراعات بين مختلف هذه الجماعات على الرغم من وجود بعض التحالفات القائمة في ما بينهم. وفي الآن ذاته شهد الاقتصاد نموًا بفعل ازدهار قطاعي السياحة والعقارات. سجلت كيب تاون أدنى معدل للتفاوت الاقتصادي على مستوى جنوب إفريقيا إذ بلغت قيمة معامل جيني 0.58 في عام 2012. أدى الانتشار الواسع للجريمة العنيفة في المناطق الفقيرة التي سيطرت عليها العصابات من حاضرة كيب تاون الكبرى إلى حضور عسكري متواصل في هذه الأحياء منذ شهر يوليو من عام 2019. سجلت كيب تاون أعلى معدل لجرائم القتل بين المدن الكبرى في جنوب إفريقيا بمقدار 77 جريمة قتل لكل 100 ألف نسمة خلال الفترة الممتدة من أبريل عام 2018 حتى مارس عام 2019. وبلغت المحصلة الكلية 3157 جريمة قتل حصلت معظمها في البلديات الفقيرة التي استُحدثت خلال حقبة نظام الأبارتايد. وضع المجلس المكسيكي للأمن العام والعدالة الجنائية كيب تاون على قائمته للمدن الخمسين الأكثر عنفًا في العالم لسنة 2022.

## السياحة
كيب تاون مدينة سياحية مليئة بالأنشطة المختلفة
مثل: تيبل ماوتن (أو جبل الطاولة) وغاردن رووت

## من أشهر الأحياء

### بوكاب
تقع قرية بوكاب أو حي المسلمين على سفوح تل «سيجنال Signal» في أعالي وسط كيب تاون، وهي واحدة من أقدم وأكثر المناطق السكنية الرائعة في المدينة الجنوب إفريقية.
تشتهر القرية بمنازلها ذات الألوان الزاهية وبشوارعها المبنية بالحجارة والتي يعود تاريخها إلى القرن 18.
وما يميز هذه القرية المسلمة هو استقبالها للعيد عن طريق صبغ المنازل بألوان زاهية، ولكن قبل ذلك يجتمع الجيران للاتفاق على الألوان حتى تظهر القرية بألوان متناسقة وجميلة.
سكان بو-كاب هم أحفاد العبيد الذين تم استيرادهم من قبل الهولنديين من ماليزيا واندونيسيا والهند وسريلانكا ومختلف البلدان الأفريقية خلال القرنين 16 و 17.

بعد ان استولت بريطانيا على كيب تاون في عام 1795، شهدت المدينة سلسلة من التغييرات الإيجابية على مدى العقود الأربعة المقبلة بما في ذلك الحرية الدينية، وإلغاء تجارة الرقيق ووضع حد للعبودية، وبذلك شكل العبيد المحررين مجتمعا جديدا في بو-كاب.

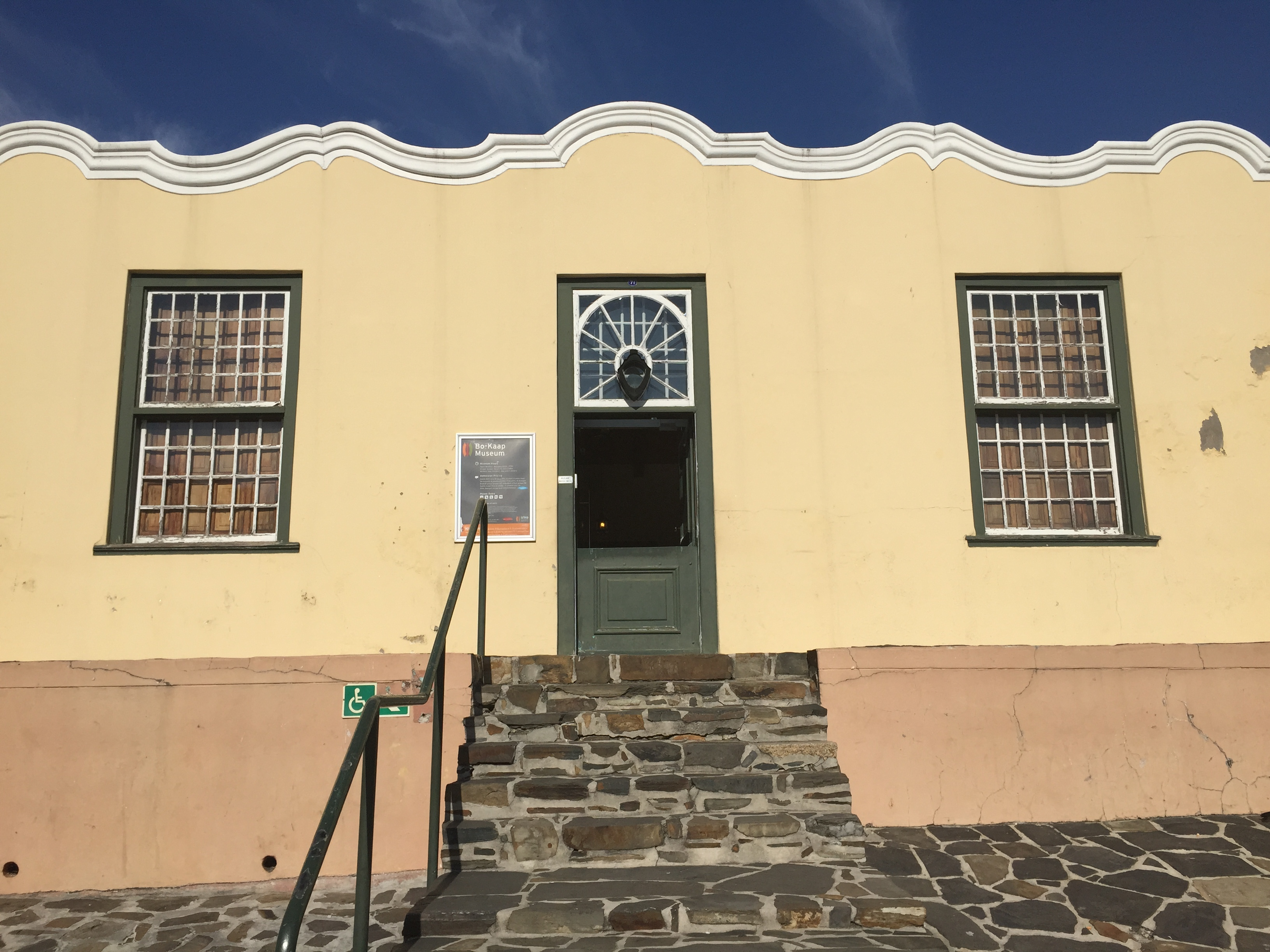
متحف بوكاب
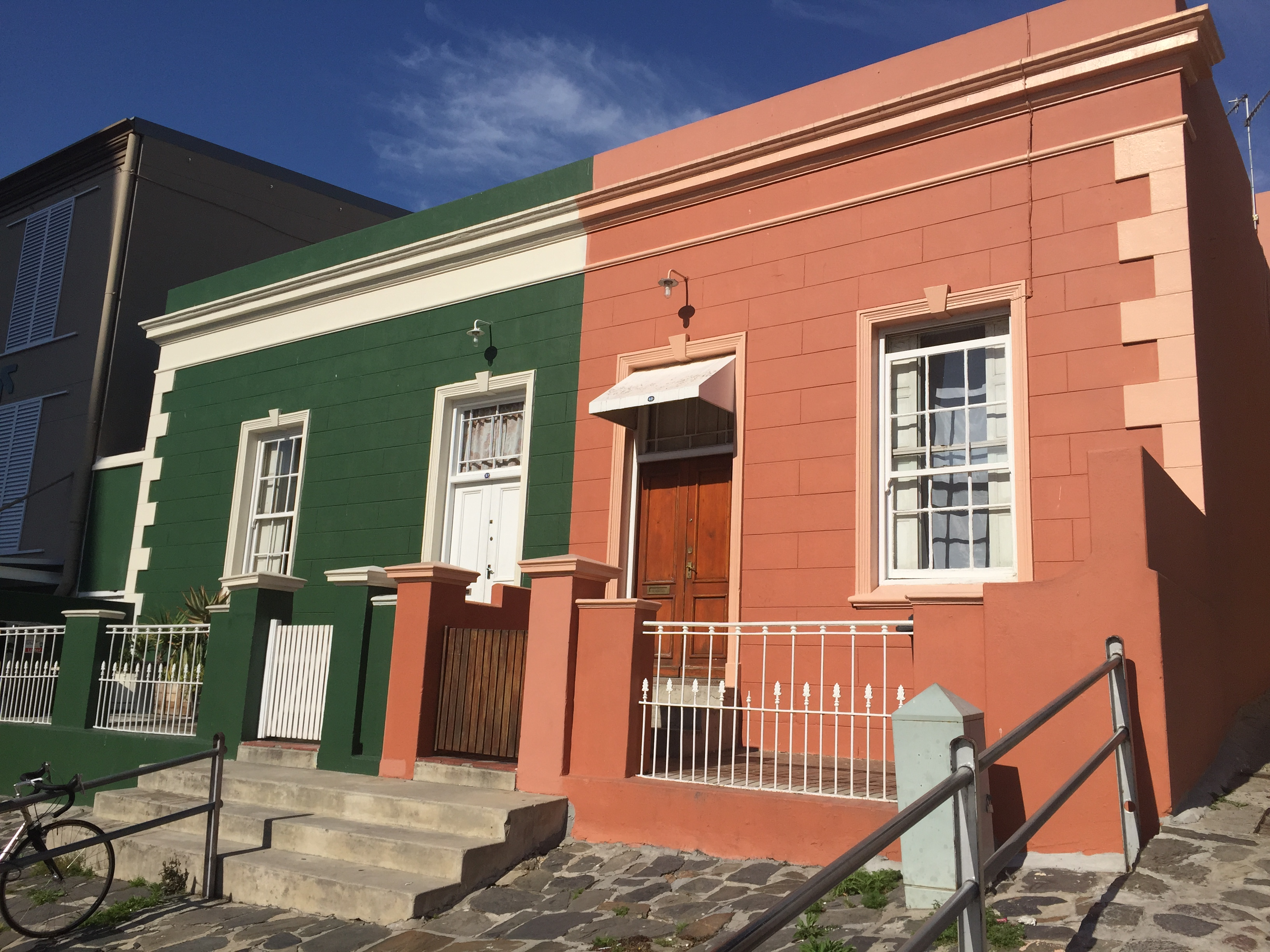
بيت على الطراز البريطاني
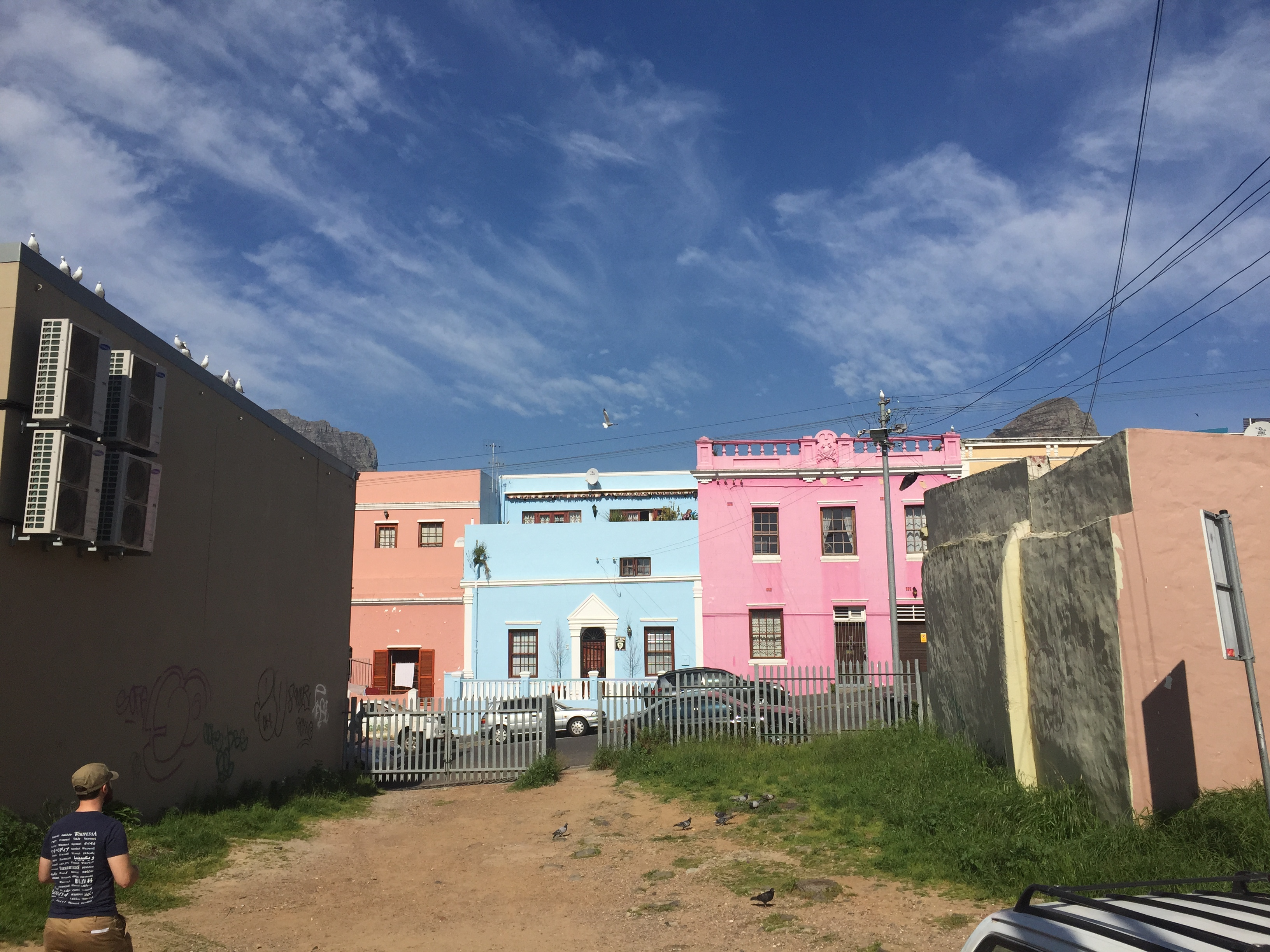
صورة من الخلف لمتحف بوكاب
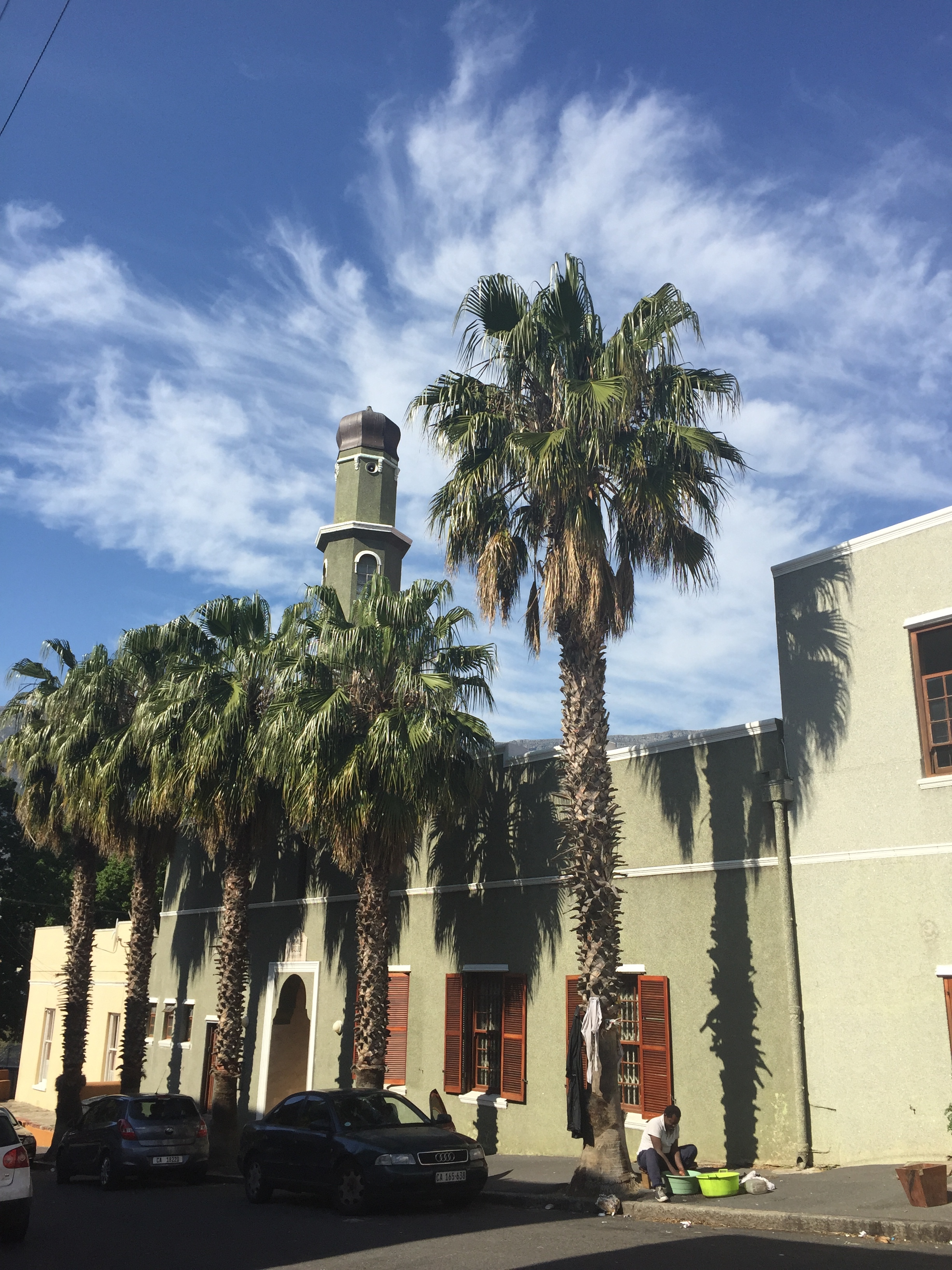
اقدم مسجد في كيب تاون: مسجد أوال في بوكاب
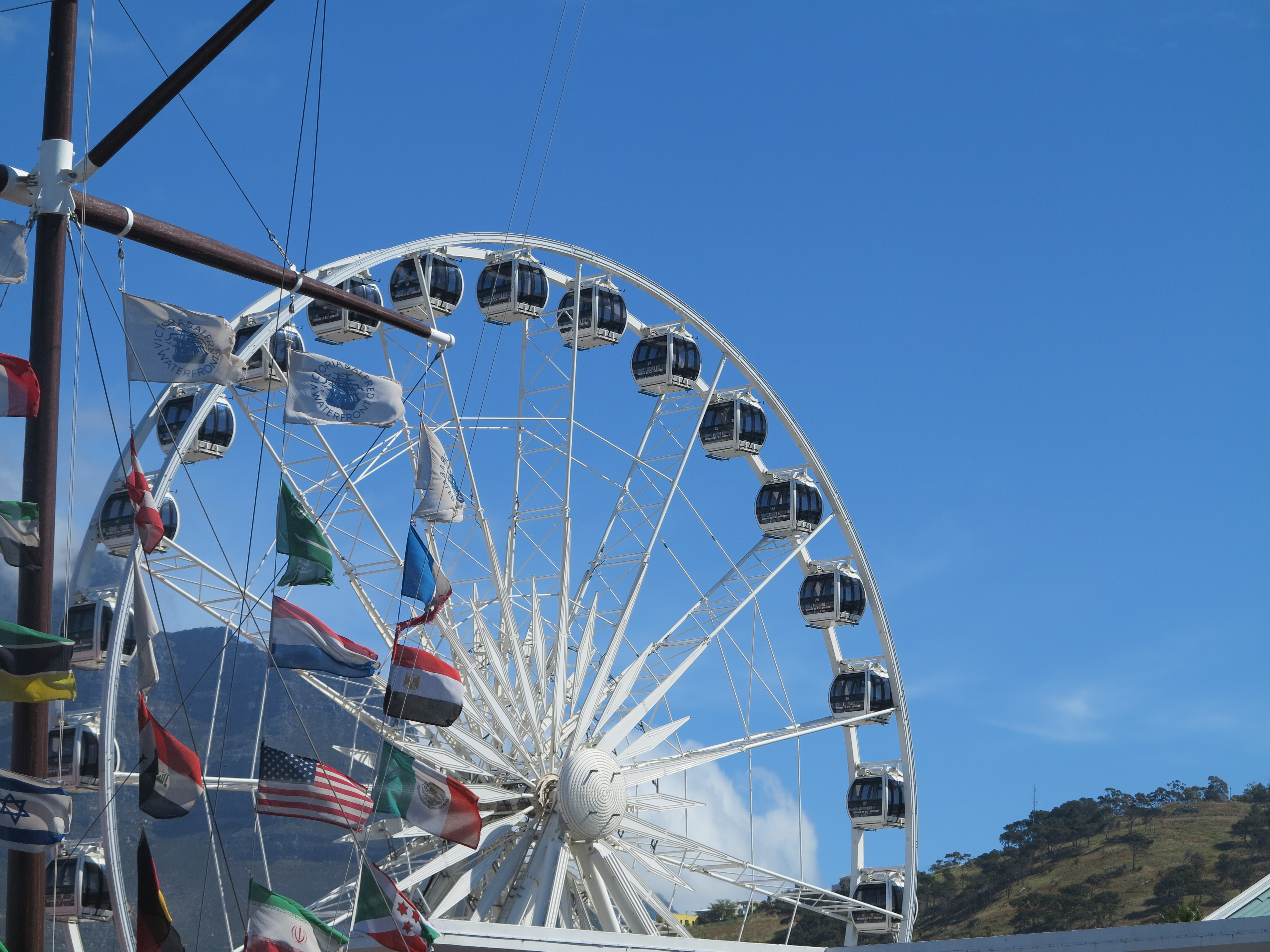

### الواجهة البحرية
منطقة راقية قريبة من البحر

## التعليم
جامعة كيب تاون من أفضل جامعات العالم إذ أنها تعتبر الجامعة الأولى افريقياً وحصلت على المرتبة 171 عالمياً اعتماداً على تصنيف ذا-كيو إس وورلد يونيفيرستي رانكينجز العالمي للمراكز التعليمية العليا.

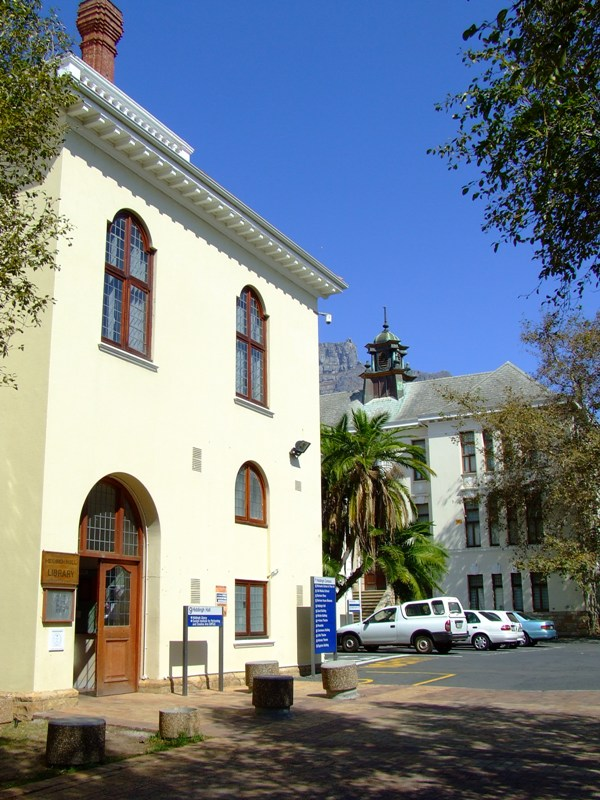
مكتبة الجامعة
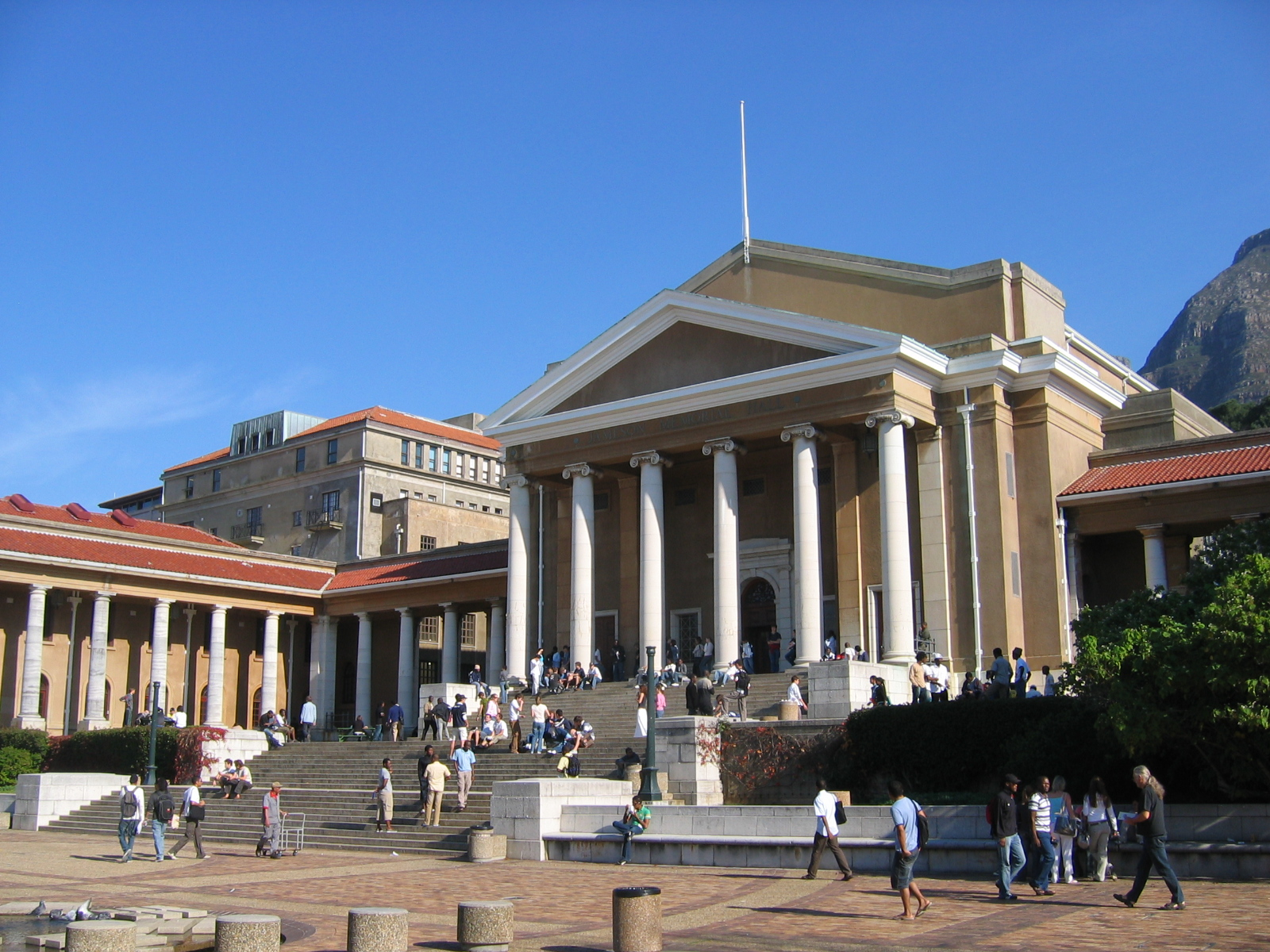
احد قاعة الجامعة (قاعة جيمسسون)
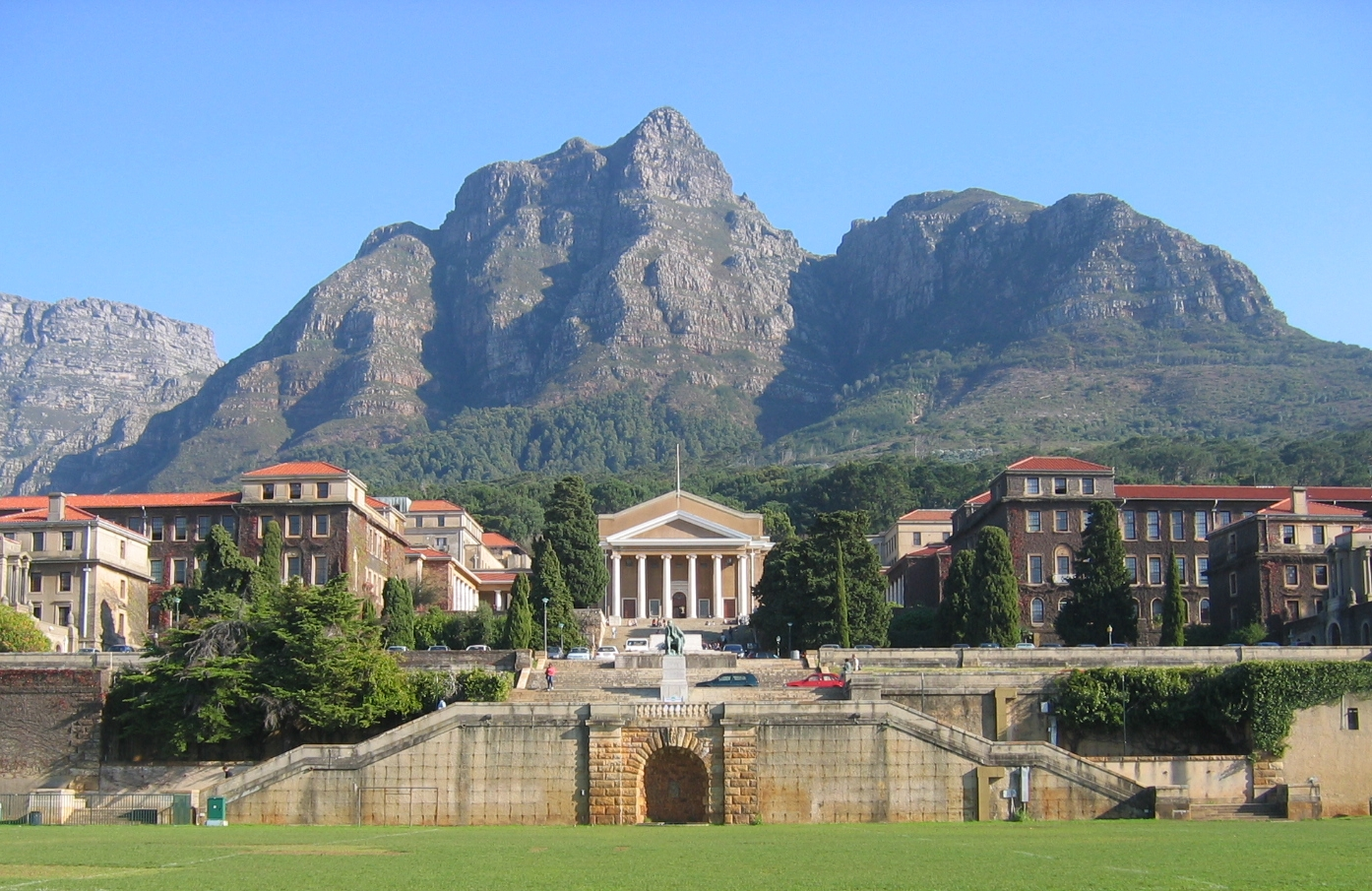
الحرم الجامعي

## المواصلات
أوجد الاستعمار البريطاني للمنطقة نظام مواصلات غاية في الروعة

### الباص
MyCiti

### الطيران
مطار كيب تاون الدولي يخدم كل من الرحلات الداخلية والدولية. يعد المطار ثاني أكبر مطار في جنوب أفريقيا ليكون منفذا رئيسياً للمسافرين القادمين لكيب تاون. من أشهر الخطوط العربية التي تصل لكيب تاون هي الخطوط الإماراتية والخطوط القطرية. تم افتتاح المحطة الوسطى في عام 2010 لخدمة الأعداد الكبيرة من المسافرين لكأس العالم لكرة القدم الذي أقيم في المدينة في نفس العام.

### الملاحة
لكيب تاون تاريخ عريق في الملاحة بسبب الإستعمار الهولندي. الميناء الرئيسي للمدينة هو تيبل باي.

### سكة الحديد
لدى كيب تاون نوعان من السكك الحديدية

#### الخطوط الطويلة
شركة (Shosholoza Meyl) تقوم بتشغيل سكك الحديد للركاب في المدينة وتدير خطي سير
1. رحلة يوميه بخط سير: كيب تاون - كيمبريلي - جوهانسبرغ
2. رحلة اسبوعية بخط سير: كيب تاون - كيمبريلي - بلويم فونتين - ديربان

#### الخطوط القصيرة
الميترو يخدم 96 محطة في كيب تاون والمناطق المحيطة.

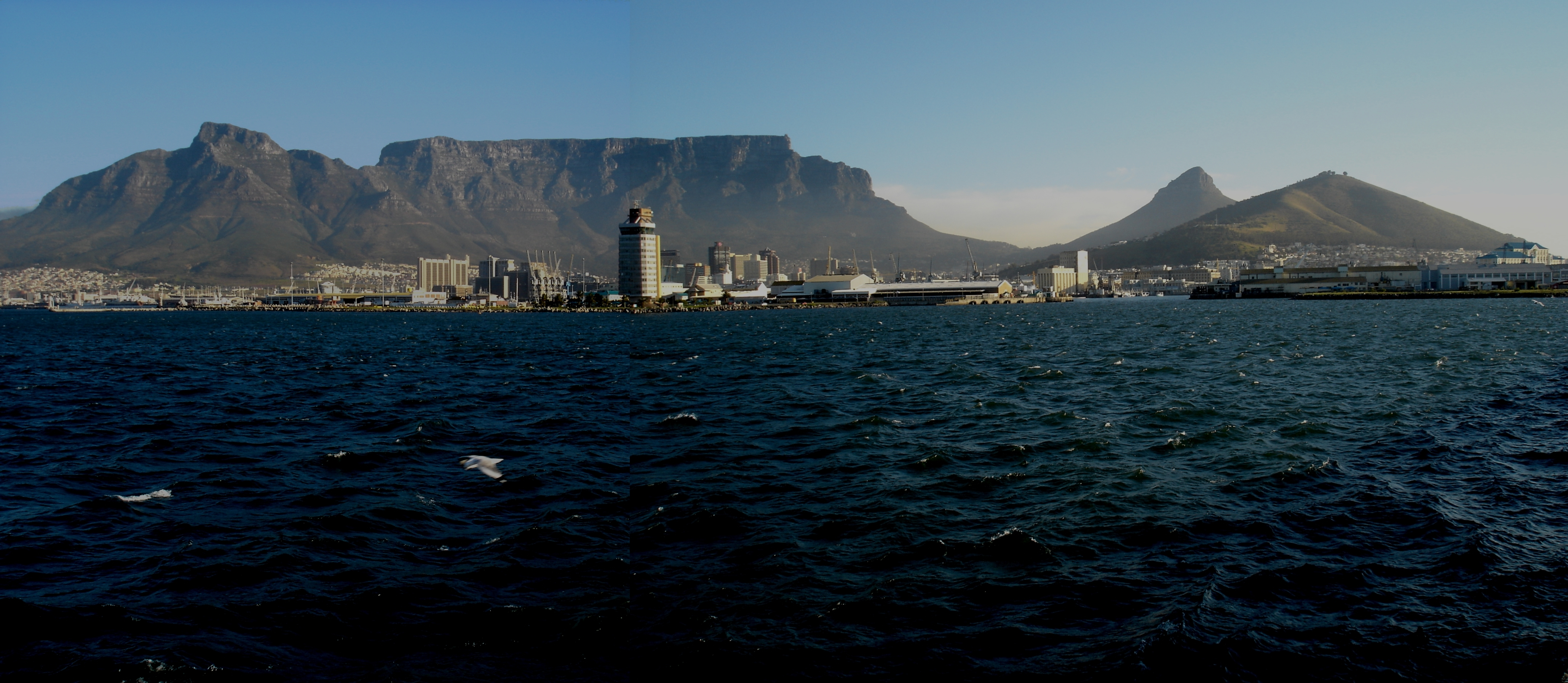
جبل تيبل from the harbour [الإنجليزية]
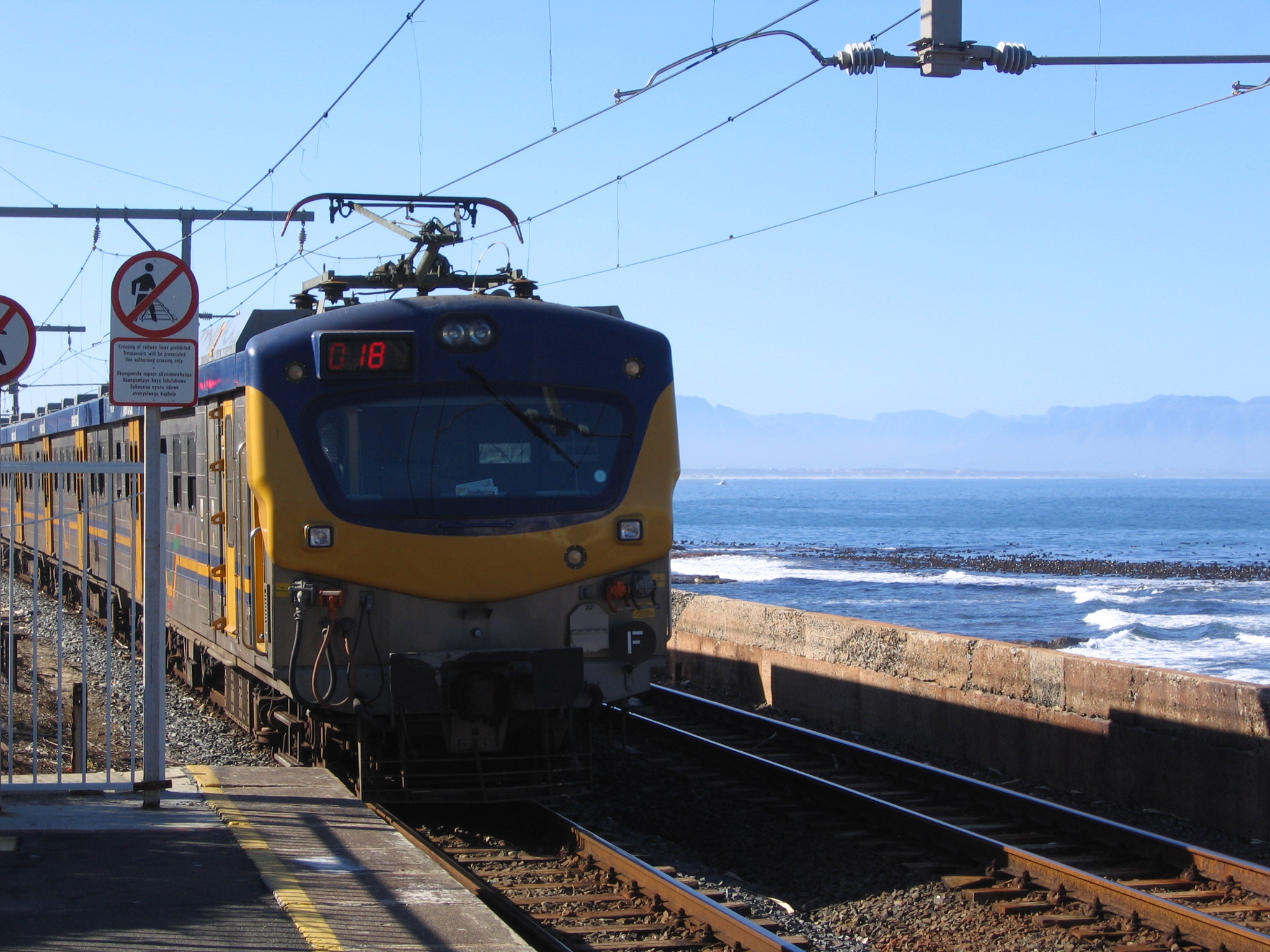
Metrorail train leaving Kalk Bay station
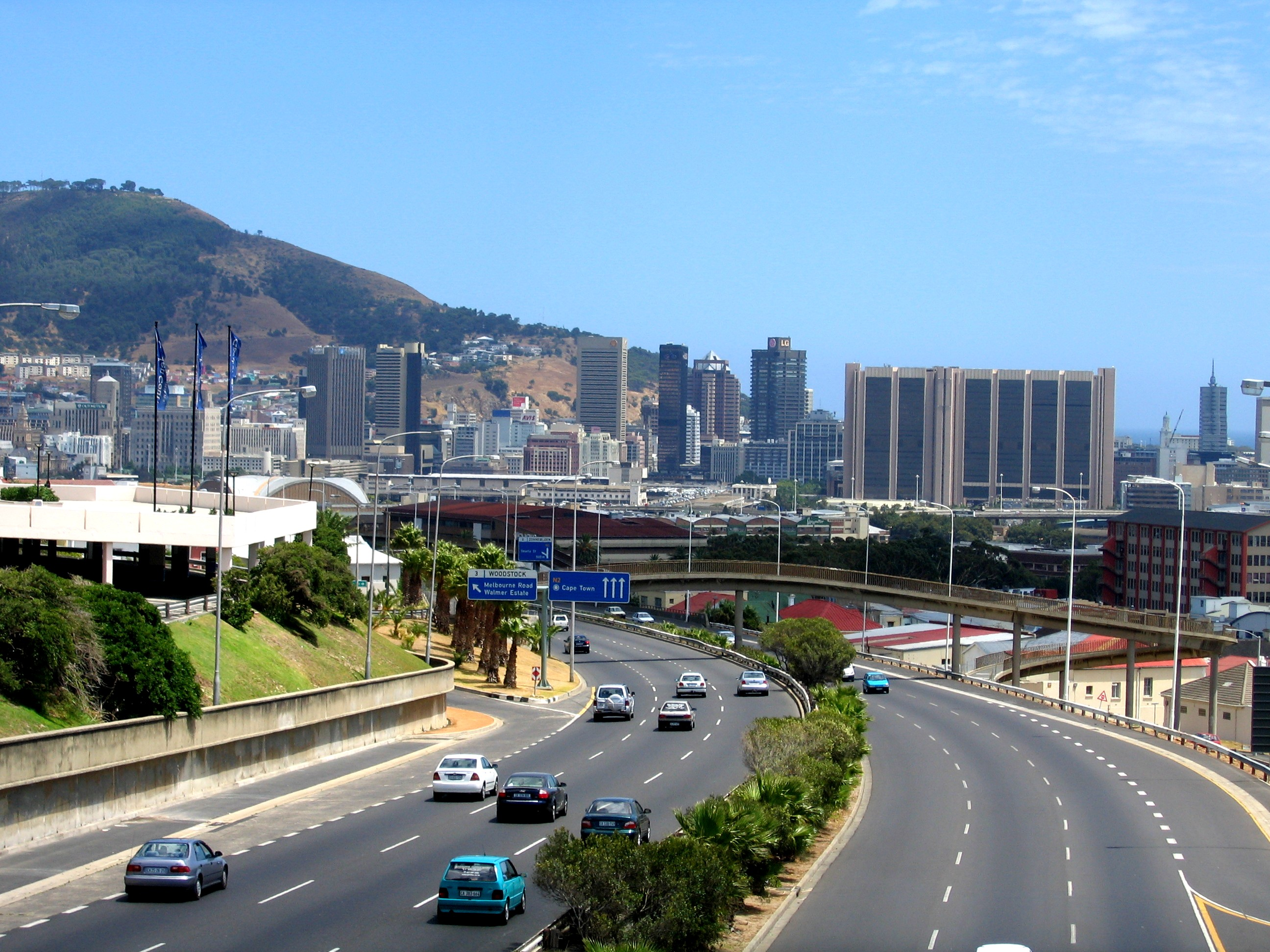
الطريق الدولية 2  [لغات أخرى]‏ highway, entering the City Bowl  [لغات أخرى]‏
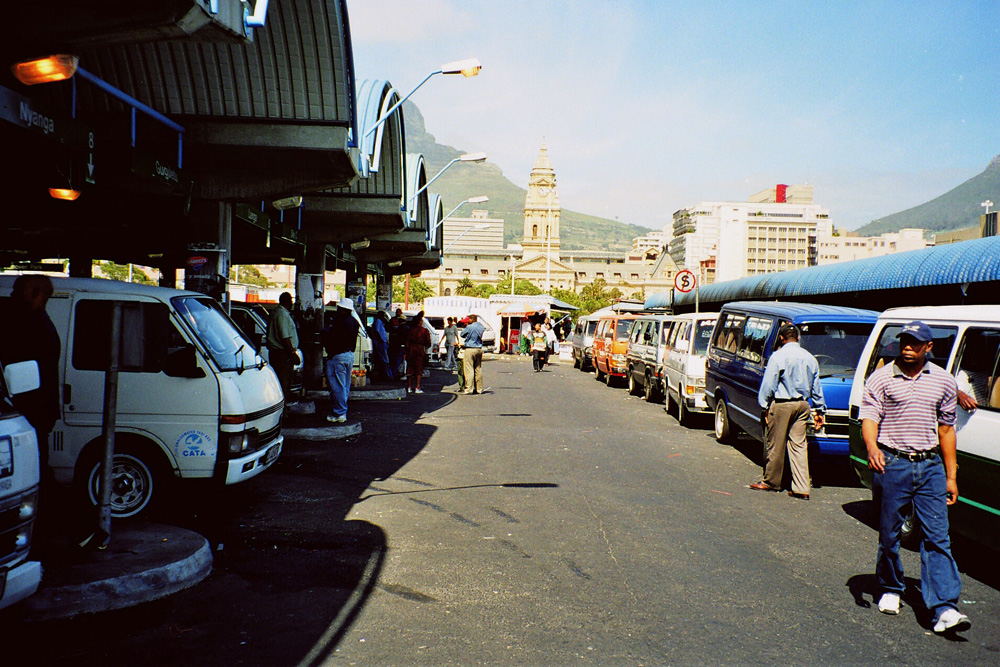
Taxi rank above Cape Town railway station

## الديموغرافيا
هي ثاني أكبر مدينة من حيث عدد السكان في جنوب أفريقيا إذا قدرت الحكومة عدد السكان في عام 2011 بـ 3,740,026 نسمة

### اللغة
اللغة الرسمية هي اللغة الإنجليزية وهي اللغة الأم لـ 68.3% من الكيب تاونيون ويتحدثها الجميع. اللغة الأفريقانية هي الثانية في المدينة من حيث عدد المتحدثيين بها وهي لغة باقي الأوربيين الذين ظلوا بعد انتهاء الإستعمار الهولندي وهي اللغة الأم لـ 29% من الكيب تاونيون.

### الدين
معظم الكيب تاونيون من المسيحيين ولكن هنالك أقلية كبيرة من المسلميين يتمركزون في بوكاب.

## الجغرافيا
[[ملف:Cape_fires_(32827624088).jpg|تصغير|صورة من القمر الصناعي لمدينة كيب تاون تظهر شبه جزيرة كيب (على اليسار) وكيب فلاتس وخليج فولس]

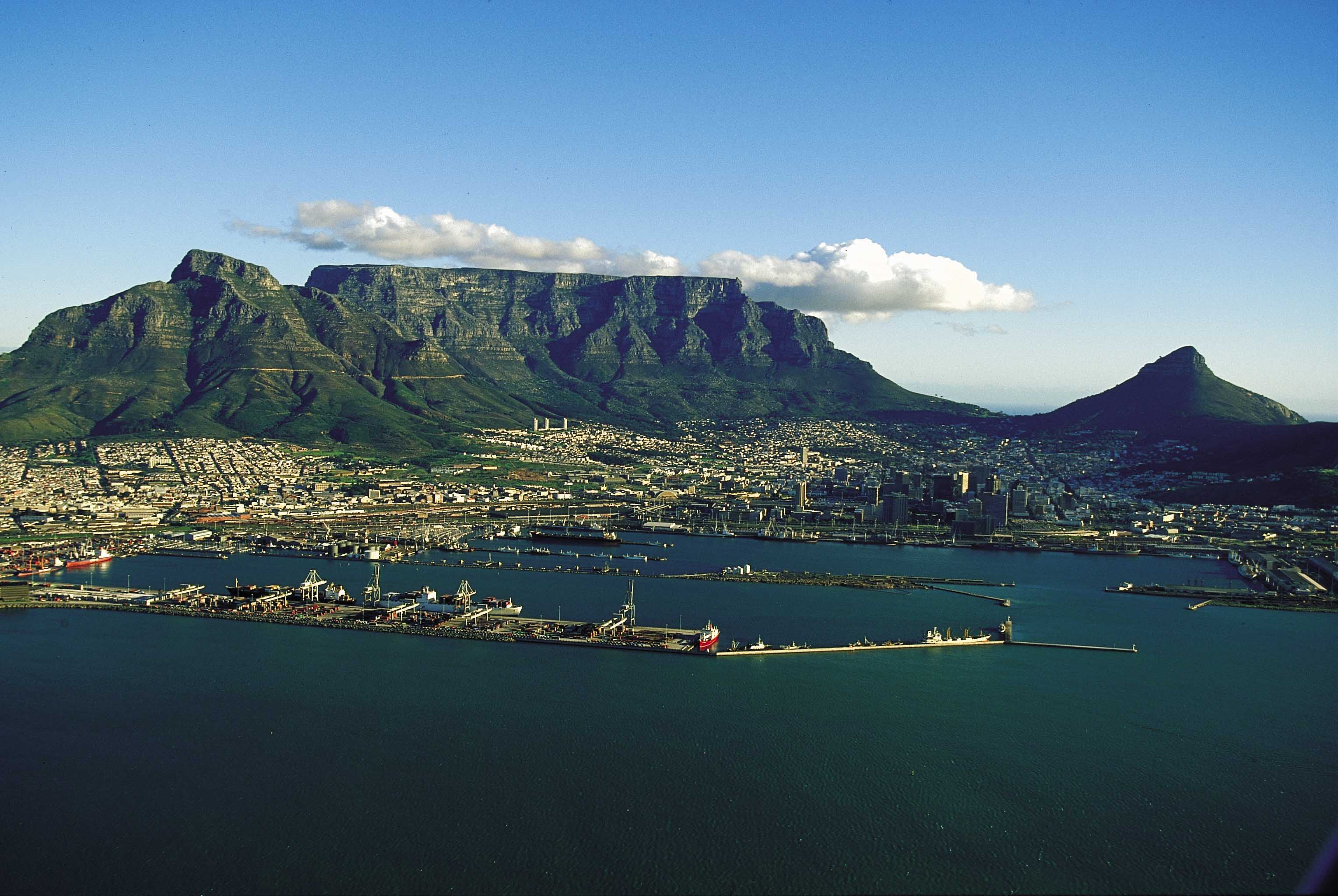
جبل ديڤيلس پياك (قمة الشيطان) وجبل تيبل ورأس الأسد

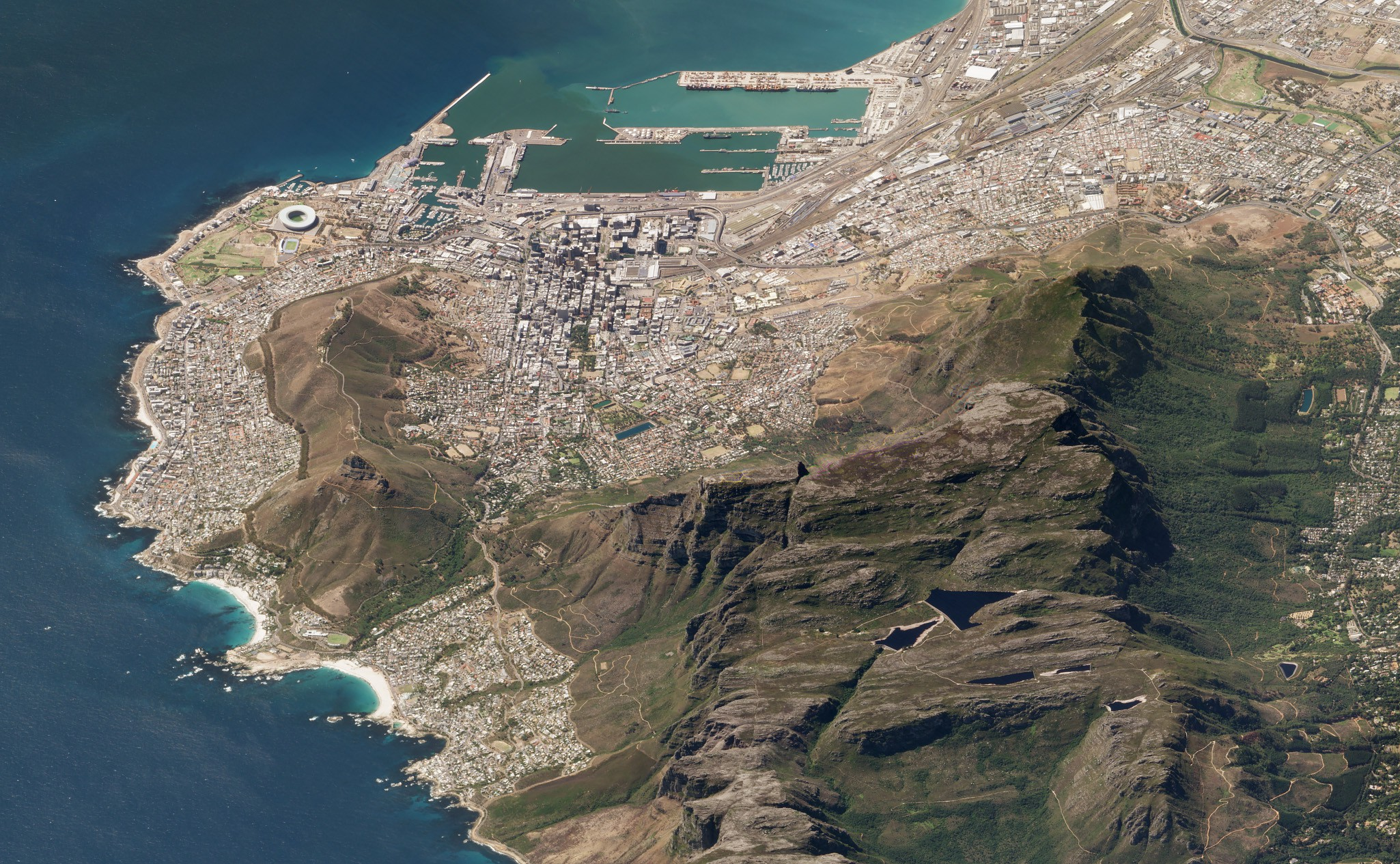
صورة ثلاثية الأبعاد من القمر الصناعي لمدينة بول وجبل تيبل

تقع مدينة كيب تاون عند خط عرض 33.55 درجة جنوبا (تقريبا نفس خط عرض مدن سيدني وبوينس آيرس ويعادل الدار البيضاء ولوس أنجلوس في نصف الكرة الشمالي) وخط طول 18.25 درجة شرقًا.
جبل تيبل، بمنحدراته شبه العمودية وقمته المسطحة التي يزيد ارتفاعها عن 1000 متر (3300 قدم)، مع قمة الشيطان ورأس الأسد على كلا الجانبين، يشكلان معًا خلفية جبلية درامية تحيط بالمنطقة المركزية من كيب تاون، والتي تسمى سيتي بول. يتشكل أحيانًا شريط رفيع من السحاب، يُعرف بالعامية باسم "مفرش المائدة" ("كاروس" باللغة الأفريكانية)، على قمة الجبل. إلى الجنوب مباشرة من المدينة، شبه جزيرة كيب هي عمود جبلي خلاب يمتد لمسافة 40 كم (25 ميلاً) جنوبًا في المحيط الأطلسي وينتهي عند كيب بوينت.
يوجد أكثر من 70 قمة يزيد ارتفاعها عن 300 متر (980 قدمًا) داخل الحدود الحضرية الرسمية لمدينة كيب تاون. تقع العديد من ضواحي المدينة على السهل الكبير المسمى كيب فلاتس ، والذي يمتد لأكثر من 50 كم (30 ميلًا) إلى الشرق ويربط شبه الجزيرة بالبر الرئيسي. تتميز منطقة كيب تاون بخط ساحلي واسع وسلاسل جبلية وعرة وسهول ساحلية ووديان داخلية.

### المناخ
تتمتع كيب تاون بمناخ البحر الأبيض المتوسط فيكون الطقس دافئ وممطر شتاءً، وحار وجاف صيفاً. معدل درجات الحرارة السنوي يتراوح بين 16 و 23 درجة مئوية وتهطل الأمطار في الشتاء.
| البيانات المناخية لـCape Town (1961–1990)                                          | البيانات المناخية لـCape Town (1961–1990) | البيانات المناخية لـCape Town (1961–1990) | البيانات المناخية لـCape Town (1961–1990) | البيانات المناخية لـCape Town (1961–1990) | البيانات المناخية لـCape Town (1961–1990) | البيانات المناخية لـCape Town (1961–1990) | البيانات المناخية لـCape Town (1961–1990) | البيانات المناخية لـCape Town (1961–1990) | البيانات المناخية لـCape Town (1961–1990) | البيانات المناخية لـCape Town (1961–1990) | البيانات المناخية لـCape Town (1961–1990) | البيانات المناخية لـCape Town (1961–1990) | البيانات المناخية لـCape Town (1961–1990) |
| الشهر                                                                              | يناير                                     | فبراير                                    | مارس                                      | أبريل                                     | مايو                                      | يونيو                                     | يوليو                                     | أغسطس                                     | سبتمبر                                    | أكتوبر                                    | نوفمبر                                    | ديسمبر                                    | المعدل السنوي                             |
| ---------------------------------------------------------------------------------- | ----------------------------------------- | ----------------------------------------- | ----------------------------------------- | ----------------------------------------- | ----------------------------------------- | ----------------------------------------- | ----------------------------------------- | ----------------------------------------- | ----------------------------------------- | ----------------------------------------- | ----------------------------------------- | ----------------------------------------- | ----------------------------------------- |
| الدرجة القصوى °م (°ف)                                                              | 39.3 (102.7)                              | 38.3 (100.9)                              | 42.4 (108.3)                              | 38.6 (101.5)                              | 33.5 (92.3)                               | 29.8 (85.6)                               | 29.0 (84.2)                               | 32.0 (89.6)                               | 33.1 (91.6)                               | 37.2 (99.0)                               | 39.9 (103.8)                              | 41.4 (106.5)                              | 42.4 (108.3)                              |
| متوسط درجة الحرارة الكبرى °م (°ف)                                                  | 26.1 (79.0)                               | 26.5 (79.7)                               | 25.4 (77.7)                               | 23.0 (73.4)                               | 20.3 (68.5)                               | 18.1 (64.6)                               | 17.5 (63.5)                               | 17.8 (64.0)                               | 19.2 (66.6)                               | 21.3 (70.3)                               | 23.5 (74.3)                               | 24.9 (76.8)                               | 22.0 (71.6)                               |
| المتوسط اليومي °م (°ف)                                                             | 20.4 (68.7)                               | 20.4 (68.7)                               | 19.2 (66.6)                               | 16.9 (62.4)                               | 14.4 (57.9)                               | 12.5 (54.5)                               | 11.9 (53.4)                               | 12.4 (54.3)                               | 13.7 (56.7)                               | 15.6 (60.1)                               | 17.9 (64.2)                               | 19.5 (67.1)                               | 16.2 (61.2)                               |
| متوسط درجة الحرارة الصغرى °م (°ف)                                                  | 15.7 (60.3)                               | 15.6 (60.1)                               | 14.2 (57.6)                               | 11.9 (53.4)                               | 9.4 (48.9)                                | 7.8 (46.0)                                | 7.0 (44.6)                                | 7.5 (45.5)                                | 8.7 (47.7)                                | 10.6 (51.1)                               | 13.2 (55.8)                               | 14.9 (58.8)                               | 11.4 (52.5)                               |
| أدنى درجة حرارة °م (°ف)                                                            | 7.4 (45.3)                                | 6.4 (43.5)                                | 4.6 (40.3)                                | 2.4 (36.3)                                | 0.9 (33.6)                                | −1.2 (29.8)                               | −4.3 (24.3)                               | −0.4 (31.3)                               | 0.2 (32.4)                                | 1.0 (33.8)                                | 3.9 (39.0)                                | 6.2 (43.2)                                | −4.3 (24.3)                               |
| الهطول مم (إنش)                                                                    | 15 (0.6)                                  | 17 (0.7)                                  | 20 (0.8)                                  | 41 (1.6)                                  | 69 (2.7)                                  | 93 (3.7)                                  | 82 (3.2)                                  | 77 (3.0)                                  | 40 (1.6)                                  | 30 (1.2)                                  | 14 (0.6)                                  | 17 (0.7)                                  | 515 (20.3)                                |
| متوسط أيام هطول الأمطار (≥ 0.1 mm)                                                 | 5.5                                       | 4.6                                       | 4.8                                       | 8.3                                       | 11.4                                      | 13.3                                      | 11.8                                      | 13.7                                      | 10.4                                      | 8.7                                       | 4.9                                       | 6.3                                       | 103.7                                     |
| متوسط الرطوبة النسبية (%)                                                          | 71                                        | 72                                        | 74                                        | 78                                        | 81                                        | 81                                        | 81                                        | 80                                        | 77                                        | 74                                        | 71                                        | 71                                        | 76                                        |
| ساعات سطوع الشمس الشهرية                                                           | 337.9                                     | 297.4                                     | 292.9                                     | 233.5                                     | 205.3                                     | 175.4                                     | 193.1                                     | 212.1                                     | 224.7                                     | 277.7                                     | 309.8                                     | 334.2                                     | 3٬094                                     |
| المصدر #1: المنظمة العالمية للأرصاد الجوية, الإدارة الوطنية للمحيطات والغلاف الجوي |                                           |                                           |                                           |                                           |                                           |                                           |                                           |                                           |                                           |                                           |                                           |                                           |                                           |
| المصدر #2: South African weather service eNCA                                      |                                           |                                           |                                           |                                           |                                           |                                           |                                           |                                           |                                           |                                           |                                           |                                           |                                           |